# Roger Chaussabel
Roger Chaussabel (Marselha, 18 de fevereiro de 1932 – Var, 29 de novembro de 2023) foi um ciclista francês. Ele terminou em último lugar no Tour de France 1956.

## Morte
Roger morreu no dia 29 de novembro de 2023 aos 91 anos.